# Liste der Biografien/Corr
Liste der Biografien |
Portal Biografien |
Personensuche
# |
A |
B |
C |
D |
E |
F |
G |
H |
I |
J |
K |
L |
M |
N |
O |
P |
Q |
R |
S |
T |
U |
V |
W |
X |
Y |
Z |
?
 
Ca |
Cb |
Cc |
Ce |
Ch |
Ci |
Cj |
Ck |
Cl |
Cm |
Cn |
Co |
Cr |
Cs |
Ct |
Cu |
Cv |
Cw |
Cy |
Cz
 
Coa–Cod |
Coe–Cok |
Col |
Com |
Con |
Coo–Coq |
Cor |
Cos |
Cot |
Cou |
Cov |
Cow |
Cox |
Coy |
Coz
 
Cora |
Corb |
Corc |
Cord |
Core |
Corf |
Corg |
Cori |
Cork |
Corl |
Corm |
Corn |
Coro |
Corp |
Corr |
Cors |
Cort |
Coru |
Corv |
Corw |
Cory |
Corz
Die Liste der Biografien führt alle Personen auf, die in der deutschsprachigen Wikipedia einen Artikel haben. Dieses ist eine Teilliste mit 315 Einträgen von Personen, deren Namen mit den Buchstaben „Corr“ beginnt.

## Corr
- Corr, Abdoulie (* 1982), gambischer Fußballspieler
- Corr, Andrea (* 1974), irische SängerinAndrea Corr (* 1974)

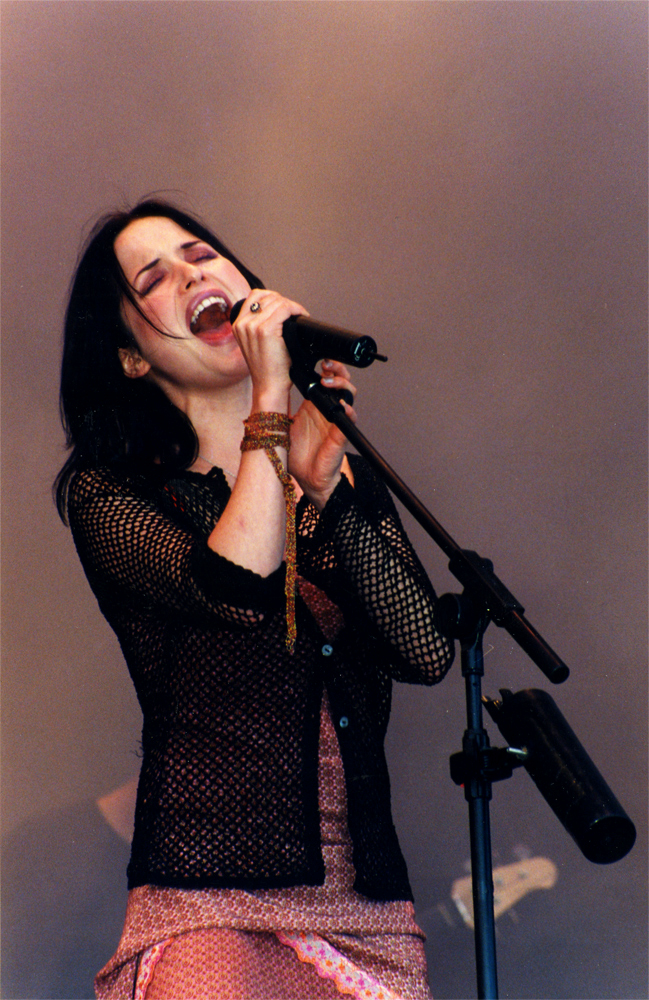
Andrea Corr (* 1974)

- Corr, Caroline (* 1973), irische Schlagzeugerin und Sängerin
- Corr, Erin (1803–1862), belgischer Graveur irischer Abstammung
- Corr, Eugene (* 1947), US-amerikanischer Filmregisseur und Drehbuchautor
- Corr, Frank J. (1877–1934), US-amerikanischer Politiker
- Corr, Ida (* 1977), dänische Sängerin
- Corr, James (* 1934), irischer Politiker
- Corr, Karen (* 1969), nordirische Poolbillardspielerin
- Corr, Matthias (1880–1962), deutscher Bildhauer
- Corr, Ryan (* 1989), australischer Schauspieler
- Corr, Sharon (* 1970), irische Musikerin

### Corra
- Corrà, Bruna (* 1933), italienische Schauspielerin
- Corra, Martina (* 1994), argentinische Leichtathletin
- Corrada del Rio, Álvaro (* 1942), puerto-ricanischer Ordensgeistlicher, emeritierter römisch-katholischer Bischof von Mayagüez
- Corrada del Río, Baltasar (1935–2018), puerto-ricanischer Politiker
- Corradi da Gonzaga, Antonio († 1283), italienischer Adeliger und Staatsmann, Vorfahre des späteren Hauses Gonzaga
- Corradi da Gonzaga, Filippo, Stammvater des Hauses Gonzaga
- Corradi da Gonzaga, Gualtiero, Erster Staatsmann des späteren Hauses Gonzaga
- Corradi, Alfonso (1833–1892), italienischer Pharmakologe
- Corradi, Alfonso (1889–1972), italienischer Maler
- Corradi, Bernardo (* 1976), italienischer FußballspielerBernardo Corradi (* 1976)

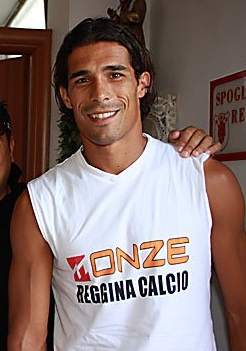
Bernardo Corradi (* 1976)

- Corradi, Clorinda (1804–1877), italienische Opernsängerin des Belcanto (Alt)
- Corradi, Giacomo (1602–1666), italienischer Bischof und Kardinal
- Corradi, Giulio Cesare († 1702), italienischer Librettist
- Corradi, Konrad (1813–1878), Schweizer Landschaftsmaler, Zeichner und Gouachist
- Corradi, Nelly (1914–1968), italienische Opernsängerin (Sopran) und Schauspielerin
- Corradi, Pio (1940–2019), Schweizer Kameramann
- Corradi, Sofia (* 1934), italienische Rechts- und Erziehungswissenschaftlerin
- Corradin, Walter, italienischer Schrittmacher
- Corradini, Antonio (1688–1752), italienischer kaiserlicher Hofbildhauer
- Corradini, Enrico (1865–1931), italienischer Schriftsteller, Politiker und Publizist
- Corradini, Francesco, italienischer Medailleur
- Corradini, Francesco († 1769), italienischer Komponist
- Corradini, Francesco (1820–1888), italienischer Altphilologe und römisch-katholischer Geistlicher
- Corradini, Giancarlo (* 1961), italienischer Fußballtrainer und ehemaliger Verteidiger
- Corradini, Mara (1880–1964), italienisch-schweizerische Malerin
- Corradini, Niccolò († 1646), italienischer Organist und Komponist
- Corradini, Nicolò (* 1964), italienischer Ski-Orientierungsläufer
- Corradino, Mauro (* 1970), deutscher Moderator
- Corrado, Cinzia (* 1965), italienische Popsängerin
- Corrado, Frank (* 1993), kanadischer Eishockeyspieler
- Corraface, Georges (* 1952), griechisch-französischer SchauspielerGeorges Corraface (* 1952)

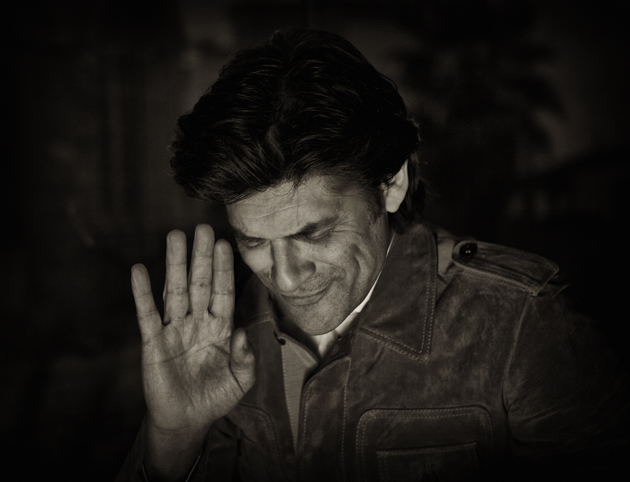
Georges Corraface (* 1952)

- Corrah, Tumani, gambischer Mediziner
- Corral Acosta, Ponciano (1805–1855), nicaraguanischer Militär und 1855 Director Supremo von Nicaragua
- Corral Arredondo, José Andrés (1946–2011), mexikanischer Geistlicher, römisch-katholischer Bischof
- Corral Mantilla, Victor Alejandro (* 1936), ecuadorianischer Geistlicher, emeritierter Bischof von Riobamba
- Corral Núñez, Daniel (* 1967), mexikanischer Fußballspieler
- Corral, Álvaro (* 1983), spanischer Fußballspieler
- Corral, Charlyn (* 1991), mexikanische Fußballspielerin
- Corral, Fernando (* 1979), spanischer Schauspieler
- Corral, José Luis (* 1968), argentinischer Ordensgeistlicher und römisch-katholischer Bischof von Añatuya
- Corral, Luis Díez del (1911–1997), spanischer Jurist, Politikwissenschaftler und Ordinarius der Universität Madrid
- Corral, Matt (* 1999), US-amerikanischer American-Football-Spieler
- Corral, Ramón (1854–1912), mexikanischer Politiker und Vizepräsident
- Corral, Raquel (* 1980), spanische Synchronschwimmerin
- Corrales Ayala, Rafael (1925–2015), mexikanischer Politiker
- Corrales García, Orlando Antonio (* 1947), kolumbianischer Geistlicher, emeritierter römisch-katholischer Erzbischof von Santa Fe de Antioquia
- Corrales Martín, Enrique (* 1982), spanischer Fußballspieler
- Corrales, Beatriz (* 1992), spanische Badmintonspielerin
- Corrales, Diego (1977–2007), US-amerikanischer Boxer
- Corrales, Jezreel (* 1991), panamaischer Boxer
- Corrales, Marcelo (* 1971), chilenischer Fußballspieler
- Corrales, Mariano, spanischer Radrennfahrer
- Corrales, Rodrigo (* 1991), spanischer Handballspieler
- Corrales, Rudis (* 1979), salvadorianischer Fußballspieler
- Corrales-Nelson, Zion (* 1998), philippinische Leichtathletin
- Corrao, Ignazio (* 1984), italienischer Politiker (MoVimento 5 Stelle), MdEP
- Corrarati, Claudio (* 1967), italienischer Wirtschaftsfunktionär und Politiker

### Corre
- Corre, Jay (1924–2014), US-amerikanischer Jazz-Holzbläser (Tenorsaxophon, Klarinette, Flöte) und Arrangeur
- Corre, Jean-Marie (1864–1915), französischer Unternehmer, Radsportler und Automobilrennfahrer
- Corre, Joseph (* 1967), britischer Modedesigner
- Corre, Valérie (* 1967), französische Politikerin, Mitglied der Nationalversammlung
- Corrêa Barbosa, Rubem Antônio (* 1952), brasilianischer Diplomat
- Correa Bayeux, Emilio (* 1985), kubanischer Boxer
- Corrêa da Fonseca, David (* 1995), brasilianischer Fußballspieler
- Corrêa da Silva, Clarissa (* 1990), Fernsehmoderatorin und Redakteurin im deutschen FernsehenClarissa Corrêa da Silva (* 1990)

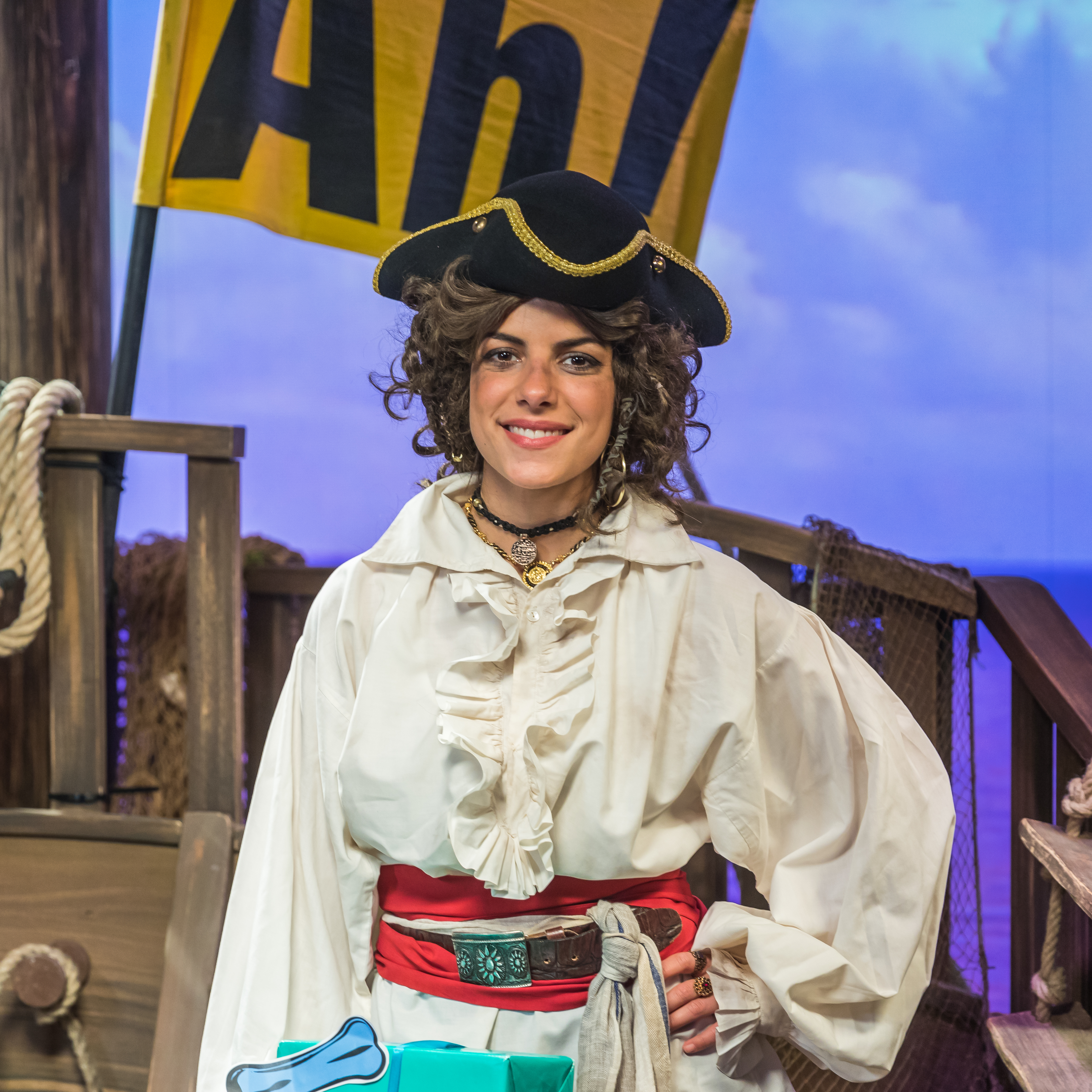
Clarissa Corrêa da Silva (* 1990)

- Correa de Arauxo, Francisco († 1654), andalusischer Organist und Komponist
- Corrêa de Arruda, Haílton (1937–2025), brasilianischer Fußballtorhüter
- Corrêa de Jesus, Luis (* 1973), brasilianischer Beachvolleyballspieler
- Corrêa de Sá e Benevides, Antônio Maria (1836–1896), brasilianischer Geistlicher, römisch-katholischer Bischof von Mariana
- Correa de Vivar, Juan († 1566), spanischer Maler der Renaissance
- Corrêa Dionísio, Christian (* 1975), brasilianischer Fußballspieler
- Corrêa Freitas, Daniel (* 1994), brasilianischer Fußballspieler
- Correa León, Pablo (1918–1980), kolumbianischer römisch-katholischer Geistlicher, Bischof von Cúcuta
- Correa Letelier, Héctor (1915–2004), chilenischer Rechtsanwalt, Politiker und Diplomat
- Correa Martínez, Carlos Alberto (* 1968), kolumbianischer Geistlicher, römisch-katholischer Bischof von Apartadó
- Correa Netto, Francisco (* 1644), portugiesischer Küster
- Corrêa Pereira, Milton (1919–1984), brasilianischer Ordensgeistlicher, römisch-katholischer Erzbischof von Manaus
- Correa Sánchez, Francisco (* 1955), spanischer Unternehmer
- Correa Toro, Arturo de Jesús (1941–2021), kolumbianischer Geistlicher, römisch-katholischer Bischof von Ipiales
- Correa Vaillant, Emilio (1953–2024), kubanischer Boxer
- Correa Villalobos, Francisco (* 1940), mexikanischer Botschafter
- Correa Yepes, Belarmino (1930–2020), kolumbianischer Ordensgeistlicher, Bischof von San José del Guaviare
- Correa Yepes, Heriberto (1916–2010), kolumbianischer Ordensgeistlicher, Apostolischer Vikar von Buenaventura
- Correa Zamora, María Auxiliadora (* 1972), spanische Politikerin (Partido Popular), MdEP
- Correa, Adriana (* 1969), kolumbianische Fußballschiedsrichterin
- Corrêa, Alberto Taveira (* 1950), brasilianischer Geistlicher, römisch-katholischer Erzbischof von Belém do Pará
- Corrêa, Alegre (* 1960), brasilianischer Jazzgitarrist
- Correa, Alejandro (* 1979), uruguayischer Fußballspieler
- Correa, Ángel (* 1995), argentinischer FußballspielerÁngel Correa (* 1995)

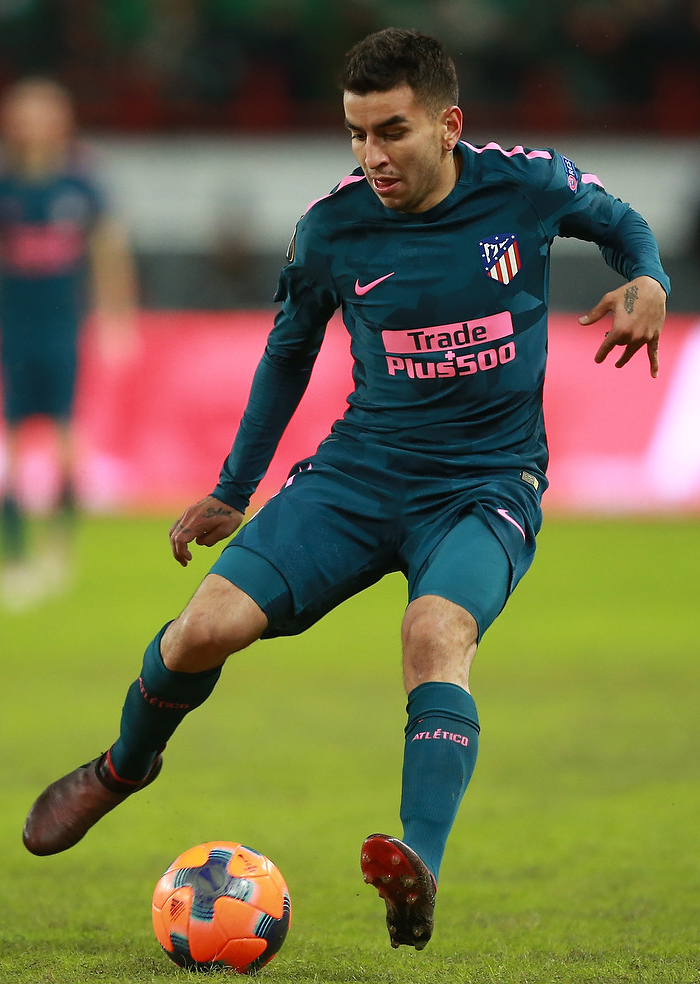
Ángel Correa (* 1995)

- Correa, Arturo (1924–1988), puerto-ricanischer Schauspieler, Filmregisseur und -produzent
- Correa, Bernardo (* 1995), chilenischer Fußballspieler
- Correa, Bruno (* 1986), brasilianischer Fußballspieler
- Correa, Bruno (* 1991), uruguayischer Fußballspieler
- Correa, Camila (* 1997), argentinische Hürdenläuferin
- Correa, Carlos (1936–2013), uruguayischer Fußballspieler
- Corrêa, Carlos Rodrigo (* 1980), brasilianischer Fußballspieler
- Correa, Charles (1930–2015), indischer Architekt und Stadtplaner
- Correa, Christine (* 1955), US-amerikanische Jazzsängerin
- Correa, Darwin (* 1977), uruguayischer Kanute
- Correa, Difunta († 1841), argentinischen Legende
- Corrêa, Diva Diniz (1918–1993), brasilianische Meeresbiologin
- Corrêa, Djalma (1942–2022), brasilianischer Perkussionist und Komponist
- Correa, Fernando (* 1961), venezolanischer Radrennfahrer
- Correa, Fernando (* 1974), uruguayischer Fußballspieler
- Correa, Gabi (* 1968), uruguayischer Fußballspieler und Trainer
- Correa, Guillermo (* 2001), chilenischer Stabhochspringer
- Correa, Gustavo (1914–1995), kolumbianischer Romanist
- Correa, Héctor, uruguayischer Fußballspieler
- Correa, Humberto (1904–1964), uruguayischer Gitarrist und Tangokomponist, Autor und Schauspieler
- Correa, Jaime (* 1979), mexikanischer Fußballspieler
- Correa, Joaquín (* 1994), argentinischer Fußballspieler
- Correa, José Antonio Alvarado (* 1951), nicaraguanischer Politiker, ehemaliges Mitglied der PLC
- Corrêa, José Eugênio (1914–2010), brasilianischer Geistlicher, römisch-katholischer Bischof von Caratinga
- Correa, Juan Manuel (* 1999), ecuadorianisch-US-amerikanischer AutomobilrennfahrerJuan Manuel Correa (* 1999)

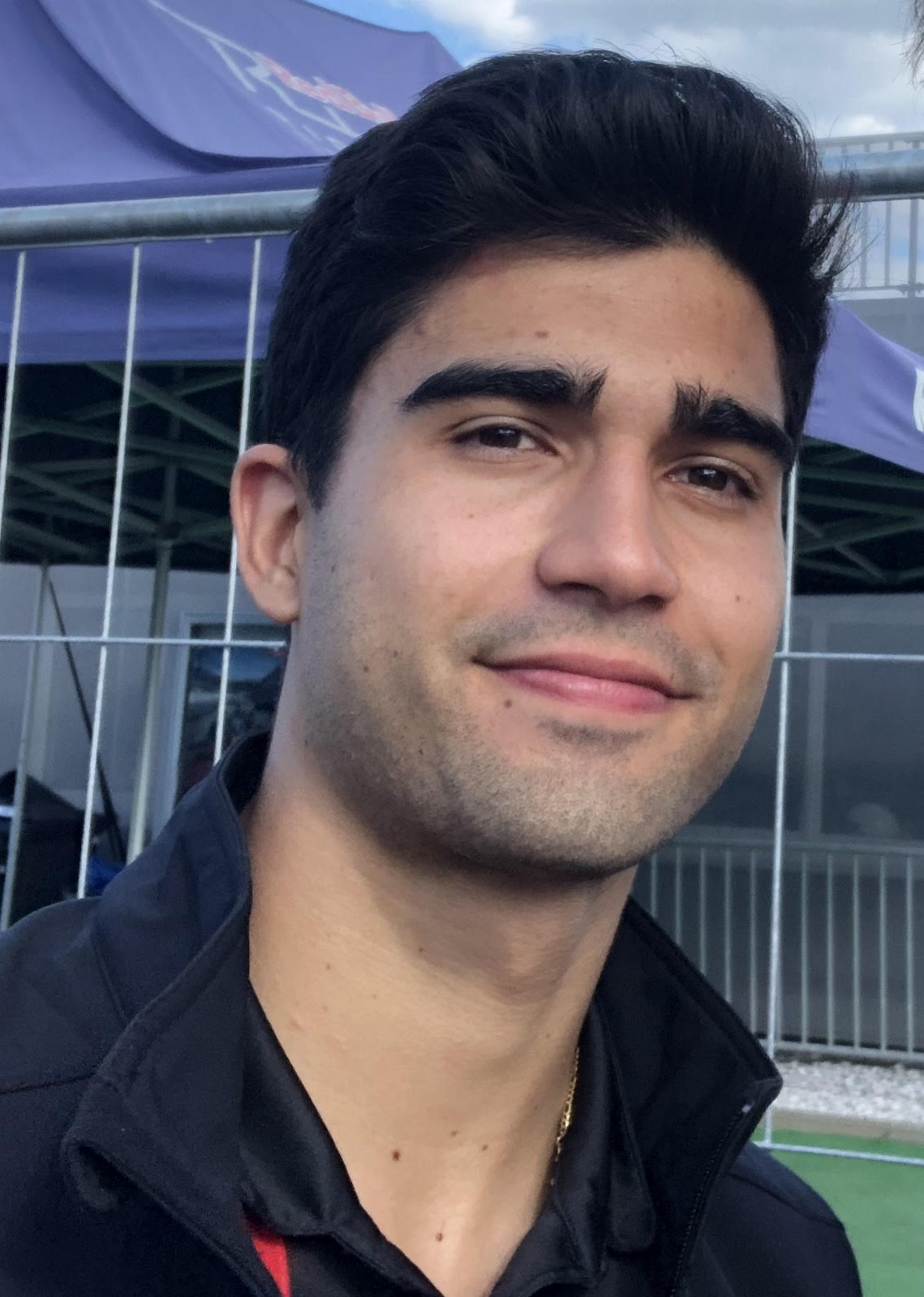
Juan Manuel Correa (* 1999)

- Correa, Lou (* 1958), US-amerikanischer Politiker
- Corrêa, Luciano (* 1982), brasilianischer Judoka
- Correa, Luis (1928–1992), argentinischer Tangosänger
- Corrêa, Luiz Felipe de Seixas (* 1945), brasilianischer Diplomat
- Correa, Maevia Noemí (1914–2005), argentinische Botanikerin
- Corrêa, Manuel Pio (1874–1934), portugiesischer Botaniker
- Corrêa, Mariza (1945–2016), brasilianische Anthropologin und Feministin
- Correa, Matheus (* 1999), brasilianischer Leichtathlet
- Corrêa, Maurício (1934–2012), brasilianischer Politiker und Jurist
- Correa, Mayuto (* 1943), brasilianischer Musiker (Música Popular Brasileira, Jazz)
- Correa, Néstor (* 1974), uruguayischer Fußballspieler und -trainer
- Correa, Nicolás (* 1983), uruguayischer Fußballspieler
- Correa, Omar, uruguayischer Fußballspieler
- Correa, Pablo (* 1967), uruguayischer Fußballstürmer und -trainer
- Correa, Patricia, peruanische Politikerin
- Correa, Rafael (* 1963), ecuadorianischer Wirtschaftswissenschaftler und PolitikerRafael Correa (* 1963)

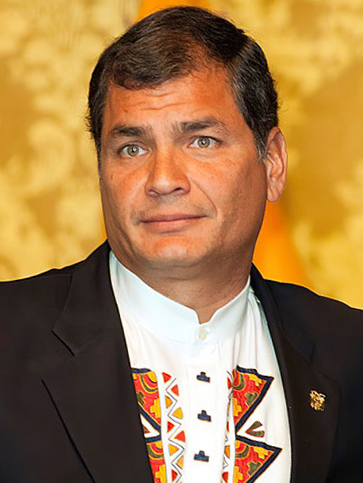
Rafael Correa (* 1963)

- Correa, Raimundo (* 1950), brasilianischer Fußballspieler
- Correa, Rober (* 1992), spanischer Fußballspieler
- Correa, Rubén (* 1941), peruanischer Fußballtorwart
- Correa, Thade Jude (* 1983), US-amerikanischer Komponist
- Correa, Tomás, uruguayischer Radrennfahrer
- Correa, Tomi (* 1984), spanischer Fußballspieler
- Correa, Vanina (* 1983), argentinische Fußballtorhüterin
- Correa, Waldemar († 1990), uruguayischer Radsportler
- Correa, Yercinia (* 1979), venezolanische Fußballschiedsrichterin
- Correa-McMullen, Tara (1989–2005), US-amerikanische Schauspielerin
- Correale, Nello (* 1955), italienischer Filmregisseur und Drehbuchautor
- Correck, Josef (1892–1948), deutscher Opernsänger
- Corredera, Álex (* 1996), spanischer Fußballspieler
- Corredera, Marta (* 1991), spanische Fußballspielerin
- Corredor Bermúdez, Rigoberto (* 1948), kolumbianischer emeritierter Bischof von Pereira
- Corredor, Edgar (* 1960), kolumbianischer Radrennfahrer
- Corredor, Killian (* 2000), französischer Fußballspieler
- Correggio, Antonio da (1489–1534), italienischer Maler der RenaissanceAntonio da Correggio (1489–1534)

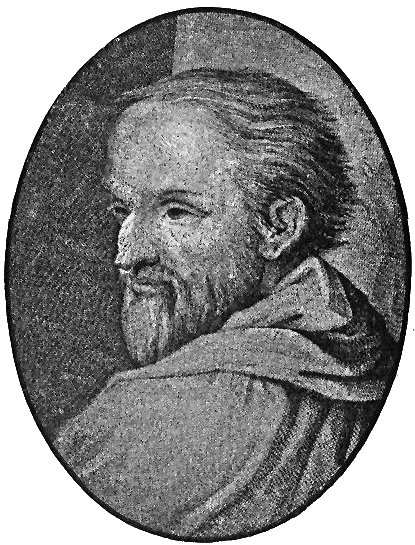
Antonio da Correggio (1489–1534)

- Correggio, Josef (1810–1891), deutscher Maler und Opernsänger
- Correggio, Joseph Kaspar (1870–1962), deutscher Maler und Illustrator
- Correggio, Ludwig (1846–1930), deutscher Landschaftsmaler
- Correggio, Max (1854–1908), deutscher Tier- und Landschaftsmaler
- Correggio-Neidlinger, Katharina (1878–1956), deutsche Malerin
- Correia Alves, Maria Clara (1869–1948), portugiesische Autorin, Lehrerin, Journalistin, republikanische Aktivistin und Suffragette
- Correia da Serra, José (1750–1823), portugiesischer Geistlicher, Gelehrter, Diplomat und Botaniker
- Correia de Campos, António (* 1942), portugiesischer Jurist, Politiker (Sozialistische Partei), MdEP
- Correia de Lacerda, Manuel (1679–1751), portugiesischer Gouverneur von Portugiesisch-Timor
- Correia de Oliveira, João (1881–1960), portugiesischer Dramatiker
- Correia de Sá, Filipe (* 1953), angolanischer Journalist und Schriftsteller
- Correia e Silva, Ulisses (* 1962), kap-verdischer Ökonom und PolitikerUlisses Correia e Silva (* 1962)

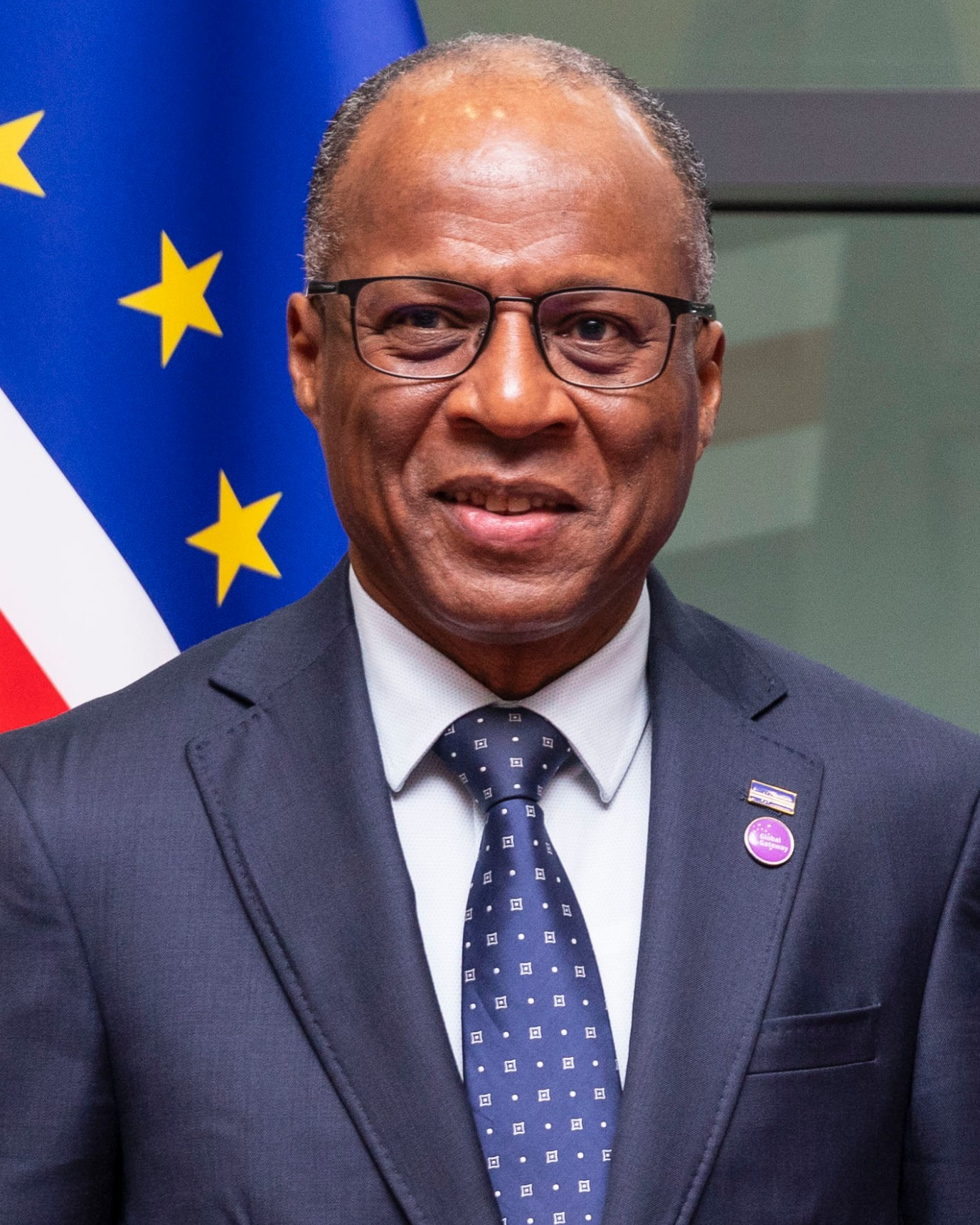
Ulisses Correia e Silva (* 1962)

- Correia Garção, Pedro António (1724–1772), portugiesischer Dichter
- Correia Neto, Alberto (* 1949), angolanischer Diplomat
- Correia Pinto, Luís Carlos (* 1985), portugiesischer Fußballspieler
- Correia, Adriano (* 1984), brasilianischer Fußballspieler
- Correia, Alphonso (1927–2005), guyanischer Gewichtheber
- Correia, Brigida Antónia (* 1964), osttimoresische Politikerin
- Correia, Carlos (1933–2021), guinea-bissauischer Politiker, Premierminister von Guinea-Bissau
- Correia, Eduardo (* 1961), portugiesischer Radrennfahrer
- Correia, Fábio (* 1999), brasilianischer Langstreckenläufer
- Correia, Fausto (1951–2007), portugiesischer Politiker, MdEP
- Correia, Félix (* 2001), portugiesischer Fußballspieler
- Correia, Francisco de Aquino (1885–1956), brasilianischer römisch-katholischer Bischof, Salesianer Don Boscos
- Correia, Francisco Nunes (* 1951), portugiesischer Politiker und Ingenieur
- Correia, Gaspar († 1563), portugiesischer Historiker
- Correia, Hélia (* 1949), portugiesische Schriftstellerin
- Correia, Henrique (* 1966), portugiesischer Poolbillardspieler
- Correia, João da Silva (1891–1937), portugiesischer Romanist und Lusitanist
- Correia, João da Silva (1896–1973), portugiesischer Schriftsteller und Journalist
- Correia, José Alberty (1917–2011), portugiesischer Offizier und Kolonialverwalter
- Correia, Laura (* 1995), luxemburgische Tennisspielerin
- Correia, Lourença Nunes, spanische oder portugiesische Opernsängerin
- Correia, Lourenço de Brito, portugiesischer Gouverneur von Portugiesisch-Timor
- Correia, Luís Miguel (1977–1992), portugiesisches Mordopfer
- Correia, Manuel Pio Júnior (1918–2013), brasilianischer Diplomat
- Correia, Marcel (* 1989), portugiesischer Fußballspieler
- Correia, Maria do Rosário Fátima, osttimoresische Politikerin und Juristin
- Correia, Maria Teresa Hono Lay (* 1969), osttimoresische Politikerin
- Correia, Maritza (* 1981), US-amerikanische Schwimmerin
- Correia, Natália (1923–1993), portugiesische Autorin
- Correia, Nelson, osttimoresischer Politiker
- Correia, Osiris de Oliveira (* 1917), brasilianischer Diplomat
- Correia, Paio Peres (1205–1275), portugiesischer Ritter und Regent
- Correia, Raimundo (1859–1911), brasilianischer Lyriker und Jurist
- Correia, Sara (* 1993), portugiesische Sängerin
- Correia, Thierry (* 1999), portugiesischer Fußballspieler
- Correia, Uillian (* 1989), brasilianischer Fußballspieler
- Correia, Vítor (1942–2006), portugiesischer Fußballschiedsrichter
- Correia-Damude, Nicola (* 1981), kanadische Theater- und FilmschauspielerinNicola Correia-Damude (* 1981)

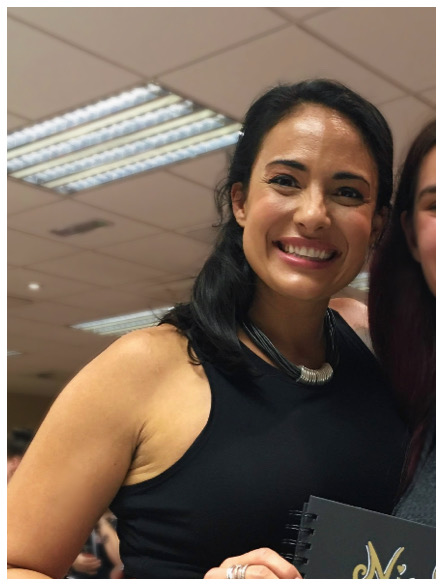
Nicola Correia-Damude (* 1981)

- Correll, Charles (1944–2004), US-amerikanischer Filmregisseur und Kameramann
- Correll, Donovan Stewart (1908–1983), US-amerikanischer Botaniker
- Correll, Ernst Hugo (1882–1942), deutscher Filmproduzent
- Correll, Mady (1907–1981), kanadische Schauspielerin
- Correll, Nikolaus (* 1977), deutscher Robotikforscher und Professor an der University of Colorado at Boulder
- Correll, Peter (* 1944), deutscher Fußballschiedsrichter
- Correll, Werner (1928–2018), deutscher Psychologe, Hochschullehrer und Fachbuchautor
- Corren, Carmela (1938–2022), israelische Schlagersängerin und Schauspielerin
- Corren, Mike (* 1974), australischer Squashspieler
- Correns, Carl (1864–1933), deutscher Biologe und einer der Wiederentdecker der Mendel’schen Regeln
- Correns, Carl Wilhelm (1893–1980), deutscher Mineraloge und Geochemiker
- Correns, Erich (1821–1877), deutscher Genre- und Porträtmaler
- Correns, Erich (1896–1981), deutscher Chemiker und Politiker, MdVErich Correns (1896–1981)

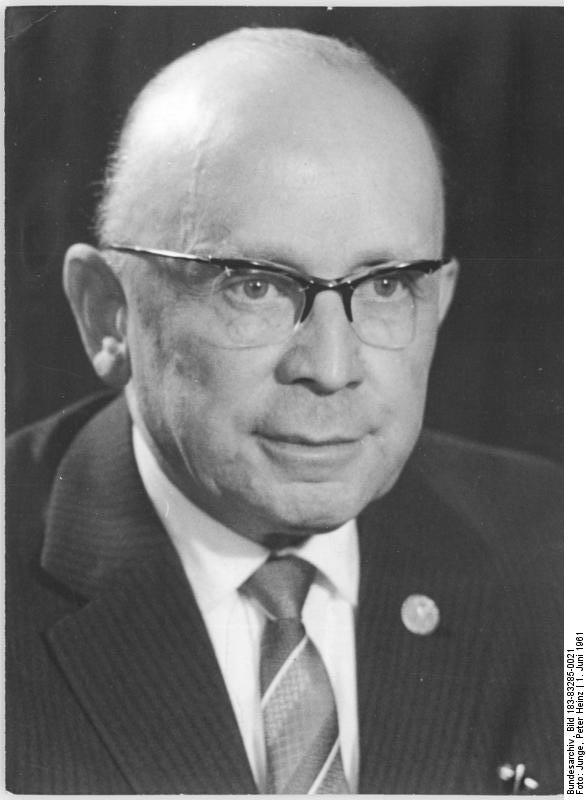
Erich Correns (1896–1981)

- Correns, Friedrich Christian (1863–1923), deutscher Kaufmann und Wirtschafts-Manager
- Correns, Jozef Cornelius (1814–1907), belgischer Porträt-, Genre- und Kirchenmaler
- Corrente, Michael (* 1959), US-amerikanischer Filmregisseur und Produzent
- Corrente, Tony (* 1951), US-amerikanischer Schiedsrichter im American Football
- Correnti, John (1947–2015), amerikanischer Stahlmanager
- Correr, Antonio (1369–1445), italienischer Kardinal
- Correr, Giovanni (1798–1871), italienischer Politiker, Bürgermeister von Venedig
- Correr, Gregorio (1409–1464), italienischer Humanist und Geistlicher
- Correr, Marcelino (1932–2006), brasilianischer Ordensgeistlicher, römisch-katholischer Bischof von Carolina
- Correr, Teodoro (1750–1830), venezianischer Sammler von Kunstobjekten und Büchern
- Corres, Carolin (* 1996), deutsche Fußballspielerin
- Corres, Celia (* 1964), spanische Hockeyspielerin
- Corret de la Tour d’Auvergne, Théophile Malo (1743–1800), französischer Offizier und PrähistorikerThéophile Malo Corret de la Tour d’Auvergne (1743–1800)

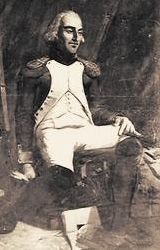
Théophile Malo Corret de la Tour d’Auvergne (1743–1800)

- Corretja, Àlex (* 1974), spanischer Tennisspieler
- Corretjer, Juan Antonio (1908–1985), puerto-ricanischer Dichter, Journalist und politischer Aktivist
- Corrette, Gaspard, französischer Komponist und Organist
- Corrette, Michel (1707–1795), französischer Komponist der Vorklassik
- Corretti, Gilberto (1941–2023), italienischer Architekt und Designer
- Correus († 51 v. Chr.), Häuptling der Bellovaker
- Correvon, Ernest (1842–1923), Schweizer Rechtsanwalt und Politiker
- Correvon, Ernest (1873–1965), Schweizer Maler und Restaurator
- Correvon, Henry (1854–1939), Schweizer Schriftsteller und Gartenarchitekt
- Correvon, Jean-François (1954–2014), Schweizer Maler
- Correvon, Jules (1802–1865), Schweizer Jurist und Politiker, Tagsatzungsgesandter
- Correy, David (* 1985), brasilianisch-amerikanischer R&B-Sänger
- Corrèze, Emmanuel (* 1982), französischer Fußballspieler

### Corri
- Corri, Adrienne (1930–2016), britische Schauspielerin
- Corri, Domenico (1746–1825), italienischer Komponist
- Corri, Sophia (* 1775), Sängerin, Pianistin, Harfenistin und Komponistin in Großbritannien
- Corrias, Angelo (1903–1977), italienischer Diplomat
- Corrias, Francesco (* 1933), italienischer Diplomat
- Corridon, Marie (1930–2010), US-amerikanische Schwimmerin
- Corridoni, Filippo (1887–1915), italienischer Intellektueller und Syndikalist
- Corrie, Edward (* 1988), britischer Tennisspieler
- Corrie, Rachel (1979–2003), US-amerikanische Aktivistin der International Solidarity Movement
- Corriente, Federico (1940–2020), spanischer Arabist und Islamwissenschaftler
- Corrieri, Daniele, italienischer Poolbillardspieler
- Corrieri, Giovanni (1920–2017), italienischer Radrennfahrer
- Corrigan, Brent (* 1986), US-amerikanisches Model, Schauspieler und homosexueller PornodarstellerBrent Corrigan (* 1986)

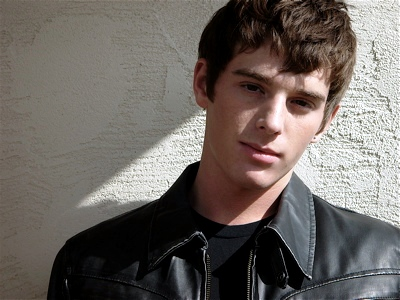
Brent Corrigan (* 1986)

- Corrigan, Briana (* 1965), nordirische Sängerin
- Corrigan, Carol A. (* 1948), US-amerikanische Juristin und Richterin am Obersten Gerichtshof von Kalifornien
- Corrigan, D’Arcy (1870–1945), irischer Schauspieler
- Corrigan, Dominic John (1802–1880), irischer Arzt
- Corrigan, Douglas (1907–1995), US-amerikanischer Flugpionier
- Corrigan, Eireann (* 1977), US-amerikanische Schriftstellerin
- Corrigan, James (* 2002), US-amerikanischer Hindernisläufer
- Corrigan, Joe (* 1948), englischer Fußballtorhüter
- Corrigan, Kevin (* 1969), US-amerikanischer Schauspieler
- Corrigan, Liam (* 1997), US-amerikanischer Ruderer
- Corrigan, Lloyd (1900–1969), US-amerikanischer Schauspieler, Filmregisseur und Drehbuchautor
- Corrigan, Mairead (* 1944), britische Aktivistin der nordirischen Friedensbewegung und Friedensnobelpreisträgerin
- Corrigan, Maria, irische Politikerin
- Corrigan, Michael Augustine (1839–1902), Erzbischof von New York
- Corrigan, Owen Patrick Bernard (1849–1929), US-amerikanischer römisch-katholischer Geistlicher, Weihbischof in Baltimore
- Corrigan, Ray (1902–1976), US-amerikanischer Schauspieler
- Corrigan, Ross (* 1999), irischer Ruderer
- Corrigan, Tara Africah (* 2007), deutsch-irische Schauspielerin
- Corrigan-Ekas, Kathleen (1945–2025), US-amerikanische Turnerin
- Corrin, Emma (* 1995), britische SchauspielerinEmma Corrin (* 1995)

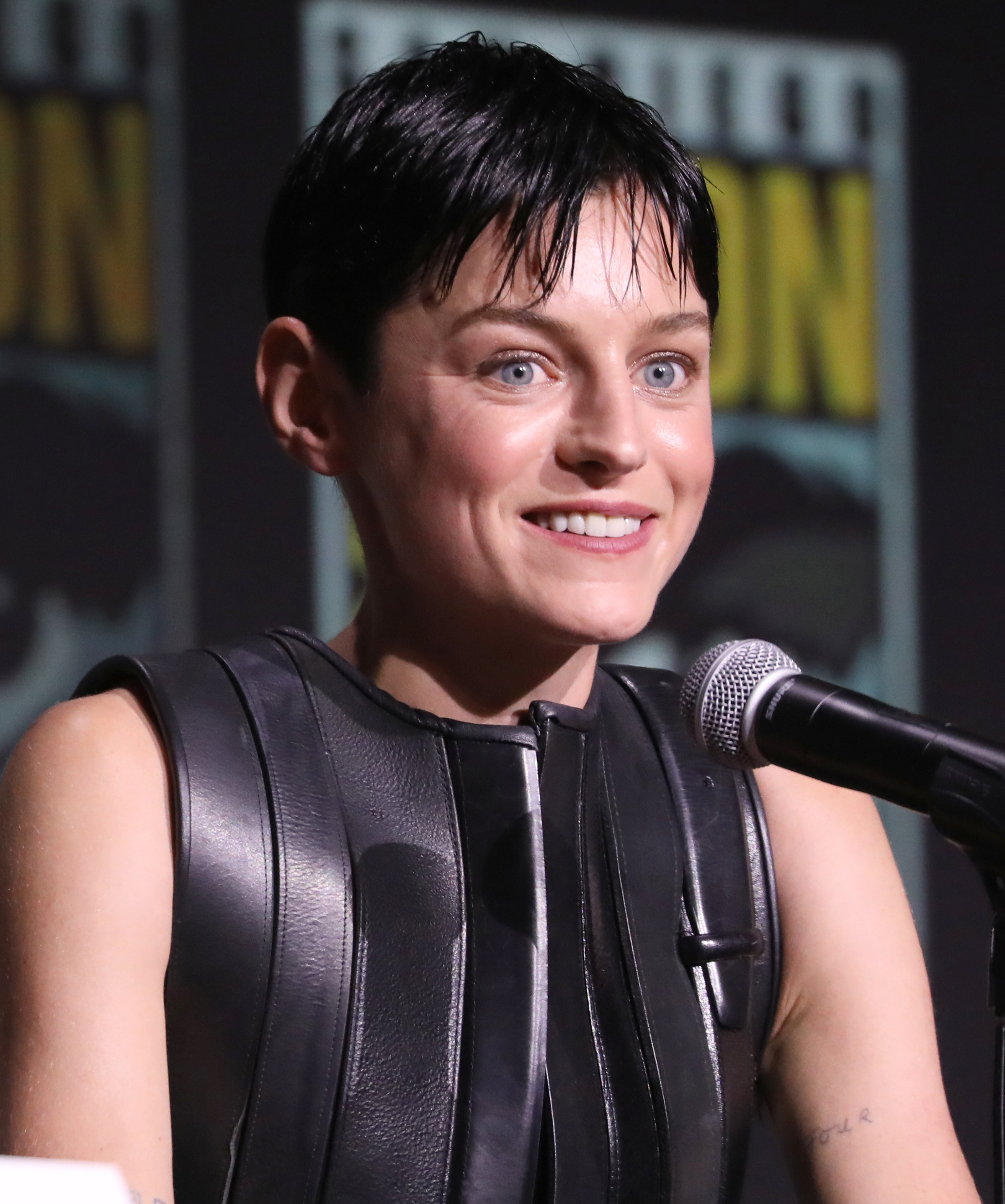
Emma Corrin (* 1995)

- Corrine, Manfred (* 1963), österreichischer Regisseur und Drehbuchautor
- Corrington, John William (1932–1988), US-amerikanischer Drehbuchautor
- Corrinth, Curt (1894–1960), deutscher Lyriker, Romancier, Dramatiker und Drehbuchautor
- Corrinth, Hans Martin (1941–2022), deutscher Kirchenmusiker, Komponist und Hochschullehrer
- Corripio y Ahumada, Ernesto (1919–2008), mexikanischer Geistlicher, römisch-katholischer Erzbischof und Kardinal
- Corritore, Bob (* 1956), US-amerikanischer Blues-Mundharmonikaspieler, Musikproduzent, Radiomoderator, Labelbetreiber und Inhaber eines Musiklokals
- Corriveau, Jean (* 1958), kanadischer Freestyle-Skisportler
- Corriveau, John Dennis (* 1941), kanadischer Ordensgeistlicher, emeritierter römisch-katholischer Bischof von Nelson
- Corriveau, Louis (* 1964), kanadischer Geistlicher und römisch-katholischer Bischof von Joliette
- Corriveau, Raúl (* 1930), römisch-katholischer Bischof
- Corriveau, Yvon (* 1967), kanadischer Eishockeyspieler

### Corro
- Corro, Hugo Pastor (1953–2007), argentinischer Boxer
- Corro, Leonel (* 1988), argentinischer Fußballspieler
- Corro, Nahún (1960–2022), mexikanischer Fußballtorhüter
- Corrochano, Oscar (* 1976), spanisch-deutscher Fußballspieler und -trainer
- Corrock, Susan (* 1951), US-amerikanische Skirennläuferin
- Corrodi, Arnold (1846–1874), Schweizer Maler
- Corrodi, August (1826–1885), Schweizer Dichter und Maler
- Corrodi, Eugenio (1922–1975), Schweizer Fussballspieler
- Corrodi, Heinrich (1752–1793), Schweizer reformierter Theologe und Pädagoge
- Corrodi, Hermann (1844–1905), italienischer Maler und Hochschullehrer Schweizer Abstammung
- Corrodi, Johann Eugen (1897–1980), Schweizer Offizier
- Corrodi, Paul (1892–1964), Schweizer Politiker und Richter
- Corrodi, Salomon (1810–1892), Schweizer Maler und Zeichner
- Corroyer, Dominique (* 1964), französischer Fußballspieler und -trainer
- Corroyer, Édouard (1835–1904), französischer Architekt
- Corrozet, Gilles (1510–1568), französischer Verleger, Historiker und Schriftsteller

### Corrs
- Corrsin, Stanley (1920–1986), US-amerikanischer Ingenieur

### Corry
- Corry, Joel (* 1989), britischer DJ, Musikproduzent und FitnesstrainerJoel Corry (* 1989)

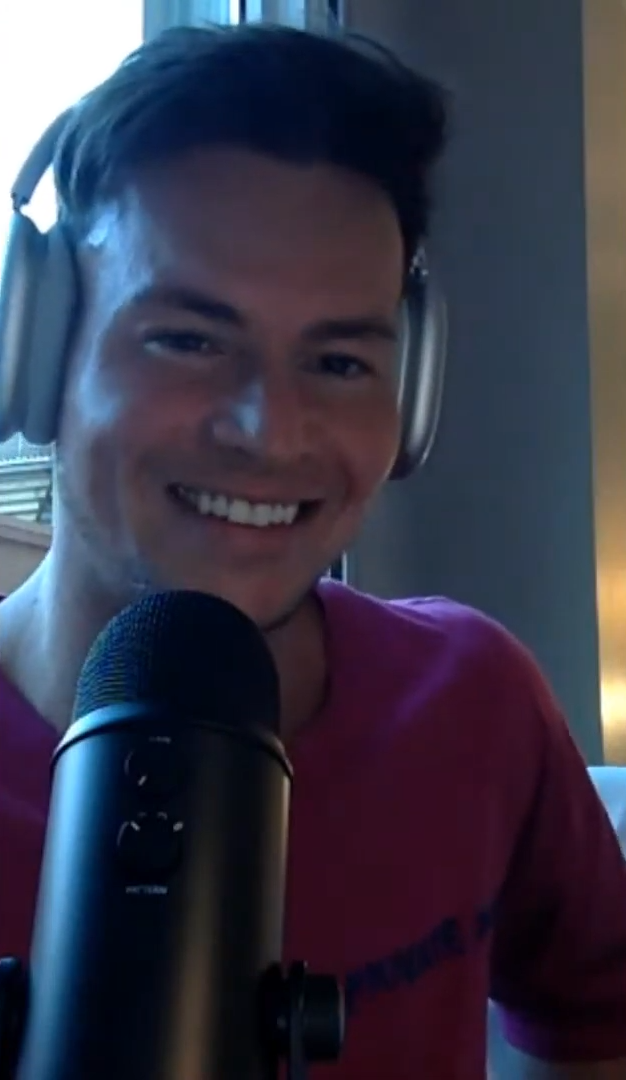
Joel Corry (* 1989)

- Corry, Leo (* 1956), israelischer Wissenschaftshistoriker
- Corry, Martin (1889–1957), irischer Politiker (Fianna Fáil)
- Corry, Martin (* 1973), englischer Rugby-Union-Spieler
- Corry, Montagu, 1. Baron Rowton (1838–1903), britischer Politiker der Konservativen Partei